# Бокалыктаг
Бокалыкта́г (Марко-Поло) (уйг. Бокалыкта́г‎ , кит. упр. 博卡雷克塔格山, пиньинь Bókǎléikè-tǎgé shān, палл. Бокалэйкэ-тагэ шань) — горный хребет в Китае, в восточной части Куньлуня.
Хребет простирается в широтном направлении приблизительно на 350 км. Максимальная высота достигает 6300 м. Сложен в основном мезозойскими сланцами. Характерны небольшие относительные высоты, плоские вершины и пологие склоны, покрытые обломочным материалом. Преобладают ландшафты высокогорных пустынь. Встречаются пятна вечных снегов и ледники.
Хребет Бокалыктаг находится главным образом в провинции Цинхай, хотя некоторые карты относят его западную оконечность к Синьцзяну. По хребту проходит граница между Голмудским уездом Хайси-Монгольско-Тибетского автономного округа (с северной стороны) и уездами Чинду и Чумарлеб Юйшу-Тибетского автономного округа (с южной стороны)
У западной оконечности хребта, на его стыке с продолжающимся далее на запад хребтом Аркатаг, находится расположенная на синьцзянско-цинхайской границе гора Бука-Дабан (Шапка Мономаха) (кит. упр. 布喀达坂峰, пиньинь Bùkādábǎn fēng, палл. Букадабань фэн), высота которой составляет 6860 м Некоторые источники включают Шапку Мономаха в состав Бокалыктага, делая её таким образом самым высоким пиком этого хребта.
В восточной части хребта Бокалыктаг его пересекают Шоссе Пекин—Лхаса и Цинхай-Тибетская железная дорога, на которой тут сооружен Куньлуньский тоннель. Далее на восток основная цепь Куньлуня продолжается как хребет Бурхан-Будда, а на юго-восток отходит хребет Баян-Хара-Ула, который не всегда рассматривается как часть Куньлуня.

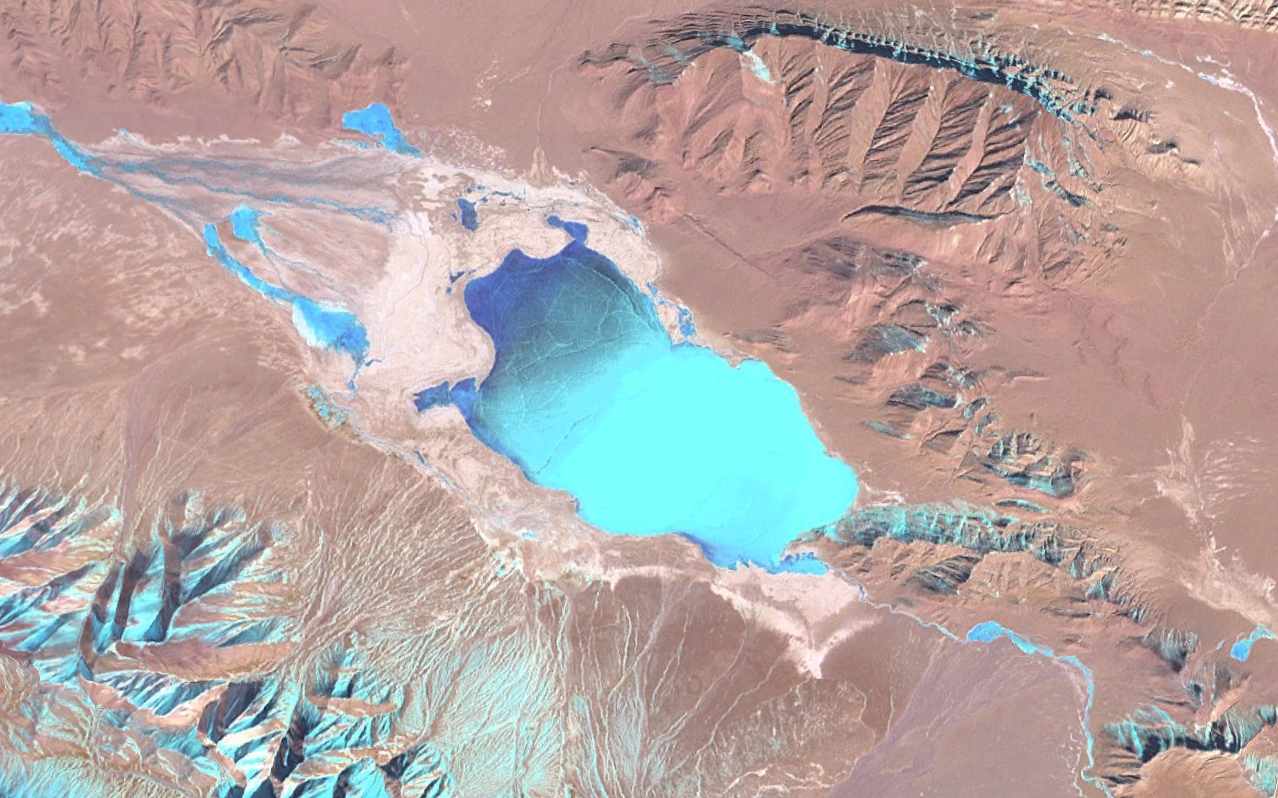
Озеро Хэйхай на северном склоне Бокалыктага. Вытекающая из него на восток река Найдж-Гол — левый приток реки Голмуд-Гол